# Поджог в Золингене
Поджог в Золингене (нем. Solinger Brandanschlag) — один из самых жестоких случаев насилия над иммигрантами в современной Германии. В ночь с 28 на 29 мая 1993 года четверо молодых немецких мужчин, относящиеся к ультраправому движению скинхедов, имеющему связи с неонацизмом, подожгли дом большой турецкой семьи в городе Золинген в земле Северный Рейн-Вестфалия. Три девочки и две женщины погибли; четырнадцать остальных членов семьи, включая несколько детей, получили ранения, некоторые из них серьёзные. Нападение вызвало бурные протесты со стороны турок в различных городах Германии и крупные демонстрации немцев в поддержку жертв трагедии. В октябре 1995 года преступники были признаны виновными в убийстве и получили сроки тюремного заключения от 10 до 15 лет.

## Социальный контекст
В начале 1990-х после объединения Германии тема иммигрантов, особенно беженцев, широко обсуждалась в Германии. Партия ХДС и таблоид Bild были основными силами, выступающими за ограничения их числа.
Несколько случаев насилия над иммигрантами предшествовали событиям в Золингене. В декабре 1988 года немецкий крайне правый боевик Йозеф Селлер поджег жилое здание «Habermeier Haus» в Швандорфе, Бавария, убив турецкую пару Фатму и Османа Джана вместе с их сыном Мехметом. В результате поджога также погиб гражданин Германии Юрген Хюбнер. В сентябре 1991 года из-за беспорядков в Хойерсверде пришлось эвакуировать общежитие беженцев. Во время трёхдневных беспорядков в ростокском районе Лихтенхаген в августе 1992 года несколько тысяч человек окружили высотное здание и одобрительно смотрели, пока боевики бросали коктейли Молотова; вьетнамцам, жившим в этом доме, едва удалось спастись, убежав на крышу. В ноябре 1992 года поджог в Мёльне, совершённый ультра-правой молодёжью, унёс жизни трёх турок.
В декабре 1992 года по всей Германии прошли демонстрации против ксенофобии, в которых участвовало более 700 тыс. человек.
Несколько неонацистских групп были объявлены вне закона к концу 1992 года.
За три дня до нападения, 26 мая 1993 года Бундестаг Германии при необходимых 2/3 голосов принял решение изменить Основной закон ФРГ, ограничив количество беженцев. До этого Основной закон ФРГ гарантировал каждому беженцу по политическим причинам в мире право на получение статуса беженца в Германии.
Нападение в Золингене было в то время самым значительным проявлением насилия против иммигрантов в Германии. Неделю спустя поджог дома во Франкфурте-на-Майне с 34 жильцами-иммигрантами был вовремя обнаружен и никто не погиб. Случай поджога общежития иммигрантов в Любеке в 1996 года, в котором погибло 10 человек, так и не был раскрыт.
По состоянию на 2008 год всего 135 иммигрантов погибли в Германии от аналогичных преступлений на почве национальной ненависти..

## События 29 мая
Согласно отчётам полиции, пожар начался в подъезде дома по адресу Унтере Вернерштрассе 81, в 1:38 утра 29 мая. Поджог был произведён с помощью бензина. 50-летняя Мевлюде Генч, самый старший член семьи, смогла выбраться через окно и предупредить соседей. Она потеряла двух дочерей, двух внучек и племянницу в эту ночь.
Пожарные прибыли через пять минут, но было слишком поздно. 27-летняя Гюрсюн Индже выпрыгнула из окна и погибла. Её 4-летняя дочь, которую она держала на руках, выжила. Девушки Хатидже Генч (18 лет), Гюлистан Озтюрк (12 лет), Хюлья Генч (9 лет) и Саиме Генч (4 года) погибли в огне. 15-летний Бекир Генч, выпрыгнувший из окна, выжил, но получил серьёзные травмы. Два ребёнка, шести месяцев и трёх лет, получили травмы, угрожающие жизни.

## Обвиняемые
Обвиняемыми были:
- Феликс Кёнен (Felix Köhnen), на момент совершения преступления 16-летний студент. Его отец был доктором, активным участником пацифистского движения, а мать — архитектором, участвующей в экологическом движении. Имелись отчёты о том, что Феликс попал в ультраправый круг общения, потому что чувствовал, что не может соответствовать академическим ожиданиям своих родителей.
- Кристиан Реер (Christian Reher), 16-летний студент, выросший в детском доме. Он жил недалеко от подожжённого дома и был арестован первым. Ранее распространял листовки, в которых выражал свою ненависть к иммигрантам.
- Кристиан Бухгольц (Christian Buchholz), 19 лет, имел случайные заработки. Был сыном рабочего среднего класса. Его дневник содержал записи националистического толка.
- Маркус Гартман (Markus Gartmann), 23 года, получал социальное пособие. В юности он был одиночкой, непопулярным среди девушек. Состоял в националистической партии Немецкий народный союз.

Все они были членами ультраправого сообщества скинхедов Золингена и посещали вместе школу боевых искусств. Позже выяснилось, что эта школа была создана информатором Федеральной службы защиты конституции Германии, которая выполняет функции государственной контрразведки.

## Судебные разбирательства
Суд в Дюссельдорфе, под председательством пяти судей Верховного суда земли, начался в апреле 1994 года. Кёнену, Рееру и Бухгольцу были предъявлены обвинения как несовершеннолетним (ограничение максимального наказания — 10 лет заключения), в то время как Гартмана судили как совершеннолетнего. Обвинение утверждало, что основным мотивом была ненависть к иммигрантам.
Гартман сознался в совершении преступления в полиции, затем он подтвердил свои показания в суде в присутствии своего адвоката. Он также извинился перед жертвами. По признанию самих обвиняемых, Гартман, Кёнен и Бухгольц имели конфликт с иммигрантами во время вечеринки той ночью, встретились с Реером и затем, будучи пьяными, решили «припугнуть» турок.
К концу судебного процесса Гартман отказался от своих показаний, утверждая, что они были получены под принуждением и угрозой того, что его посадят в одну камеру с турками. Во время интервью в тюрьме через 4 месяца после вердикта суда, он объяснил, что дал ложные показания, потому что полиция убедила его в том, что это единственный способ избежать пожизненного заключения.
Реер также сознался, но неоднократно менял свои показания, к концу судебного процесса утверждая, что действовал один. Кёнен и Бухгольц отрицали свою причастность к преступлению.
Никаких прямых доказательств причастности обвиняемых к преступлению найдено не было, отчасти потому что полиция осматривала место преступления крайне небрежно. Свидетели не смогли прояснить события.
В октябре 1995 года четыре обвиняемых были признаны виновными в убийстве, покушении на убийство и поджоге. Три несовершеннолетних обвиняемых получили максимальный срок в 10 лет, а Гартман был приговорён к 15 годам заключения. Верховный суд Германии подтвердил приговор по апелляции в 1995 году.
Турецкая семья подала в суд на взыскание убытков в гражданском порядке и выиграла. Они получили примерно 270 тыс. немецких марок и ежемесячную пенсию для одной сильно обгоревшей жертвы преступления.

## Последствия
В поминальной церемонии приняли участие несколько высокопоставленных немецких чиновников, первым выступил президент Рихард фон Вайцзеккер. Канцлер Гельмут Коль был подвергнут критике за то, что не посетил Золинген, не принял участия ни в похоронной, ни в поминальной церемониях; он в ответ критиковал остальных политиков за так называемый «Beileidstourismus» («похоронный туризм»).
Данные события были широко освещены в международной прессе. После кампании на радио в Нидерландах, 1,2 миллиона почтовых открыток с надписью «Ik ben woedend!» («Я в ярости!») были посланы в знак протеста канцлеру Германии Гельмуту Колю.
Мемориал в память о событиях был открыт через год после поджога перед школой Mildred-Scheel-Schule, которую посещала Хатиче Генч. Он представляет собой две металлические фигуры, разрывающие свастику и поддерживаемые большим количеством колец, каждое из которых создано на деньги отдельного человека. Изначально городские власти согласились на установку монумента в самом центре, но затем поменяли своё решение, ссылаясь на то, что это может угрожать «социальному миру». Место поджога на Untere Wernerstraße Nr. 81 отмечено пятью каштановыми деревьями и памятной доской. На площади Hülyaplatz в районе Бокенхейм Франкфурта-на-Майне в память о событиях в Золингене установлена статуя человека, бьющего молотком по свастике.
В 1996 году немецкое правительство наградило Мевлюде Генч орденом «За заслуги перед Федеративной Республикой Германия», потому что после поджога она продолжала выступать за взаимопонимание и дружбу между турками и немцами. В 2008 году в Германии была создана награда её имени, которая вручается людям, работающим на взаимопонимание и интеграцию. Один из награждённых стал турок Камиль Каплан, который в феврале потерял свою жену, двух дочерей и мать во время крупного пожара в Людвигсхафене, в котором всего погибло девять человек; первой версией был поджог неонацистов, но в дальнейшем было установлено, что это несчастный случай. Каплан, как и Мевлюде Генч, призвал к мирному взаимодействию между турками и немцами. В 2012 году Генц был выдвинут от партии ХДС на членство в 15-м Федеральном собрании по избранию следующего президента Германии.
Трое из четырёх осуждённых были освобождены досрочно за хорошее поведение. В сентябре 2005 года другой осуждённый, Кристиан Реер, был посажен в тюрьму на четыре месяца за то, что дважды использовал нацистское приветствие.
По данным на 2008 года выжившие жертвы поджога до сих пор живут в Золингене в доме, построенном на выплаты по страховке и пожертвования и защищённом камерами наблюдения и специальными пожарными окнами.

## Книги и фильмы
- Yvonne Dobrodziej: Der Solinger Brandanschlag — 10 Jahre danach. Документальный фильм.
- Metin Gür, Alaverdi Turhan: Die Solingen-Akte. Patmos Verlag, Düsseldorf 1996, ISBN 3-491-72352-3
- Duisburger Institut für Sprach- und Sozialforschung: SchlagZeilen — Rostock: Rassismus in den Medien. 1993, ISBN 3-927388-32-7